# Станкевич, Томаш
То́маш Станке́вич (пол. Tomasz Stankiewicz; 28 декабря 1902, Варшава — 21 июня 1940, Пальмиры) — польский трековый велогонщик, выступал за сборную Польши в первой половине 1920-х годов. Серебряный призёр летних Олимпийских игр в Париже в зачёте командной гонки преследования, чемпион национального первенства в спринте. Расстрелян немцами во время Второй мировой войны.

## Биография
Томаш Станкевич родился 28 декабря 1902 года в Варшаве, Российская империя. Активно заниматься велоспортом начал в возрасте девятнадцати лет, являлся членом Варшавского товарищества велосипедистов.
Имея хорошие физические данные (вес 80 кг при росте 186 см), с самого начала показывал выдающиеся результаты на различных любительских гонках, побеждал практически во всех гонках на треке, в которых принимал участие. В 1922 году дебютировал на соревнованиях высшего национального уровня и вошёл в состав польской национальной сборной. В 1923 году на чемпионате Польши в Варшаве в спринте обогнал всех своих соперников и завоевал тем самым золотую медаль польского национального первенства.
Наивысшего успеха на взрослом международном уровне добился в сезоне 1924 года, когда благодаря череде удачных выступлений удостоился права защищать честь страны на летних Олимпийских играх в Париже. В зачёте командной гонки преследования вместе с партнёрами Юзефом Ланге, Яном Лазарским и Францишеком Шимчиком выиграл стартовый заезд у гонщиков из Латвии, затем в четвертьфинале уступил Бельгии, но с лучшим временем всё же прошёл в полуфинальную стадию. В полуфинале они встретились с сильной командой Франции, но французы на первом же круге допустили падение и сразу же лишились всяких шансов на победу. Организаторы хотели провести заезд заново, но один из французских гонщиков травмировался и не смог, таким образом, выйти на старт. В решающем заезде полякам противостояла сборная Италии, победившая на предыдущей Олимпиаде и считавшаяся главным фаворитом соревнований — в течение первых шести кругов ни одна из команд не имела явного преимущества, однако на последних двух кругах итальянцы значительно увеличили темп и ожидаемо выиграли турнир.

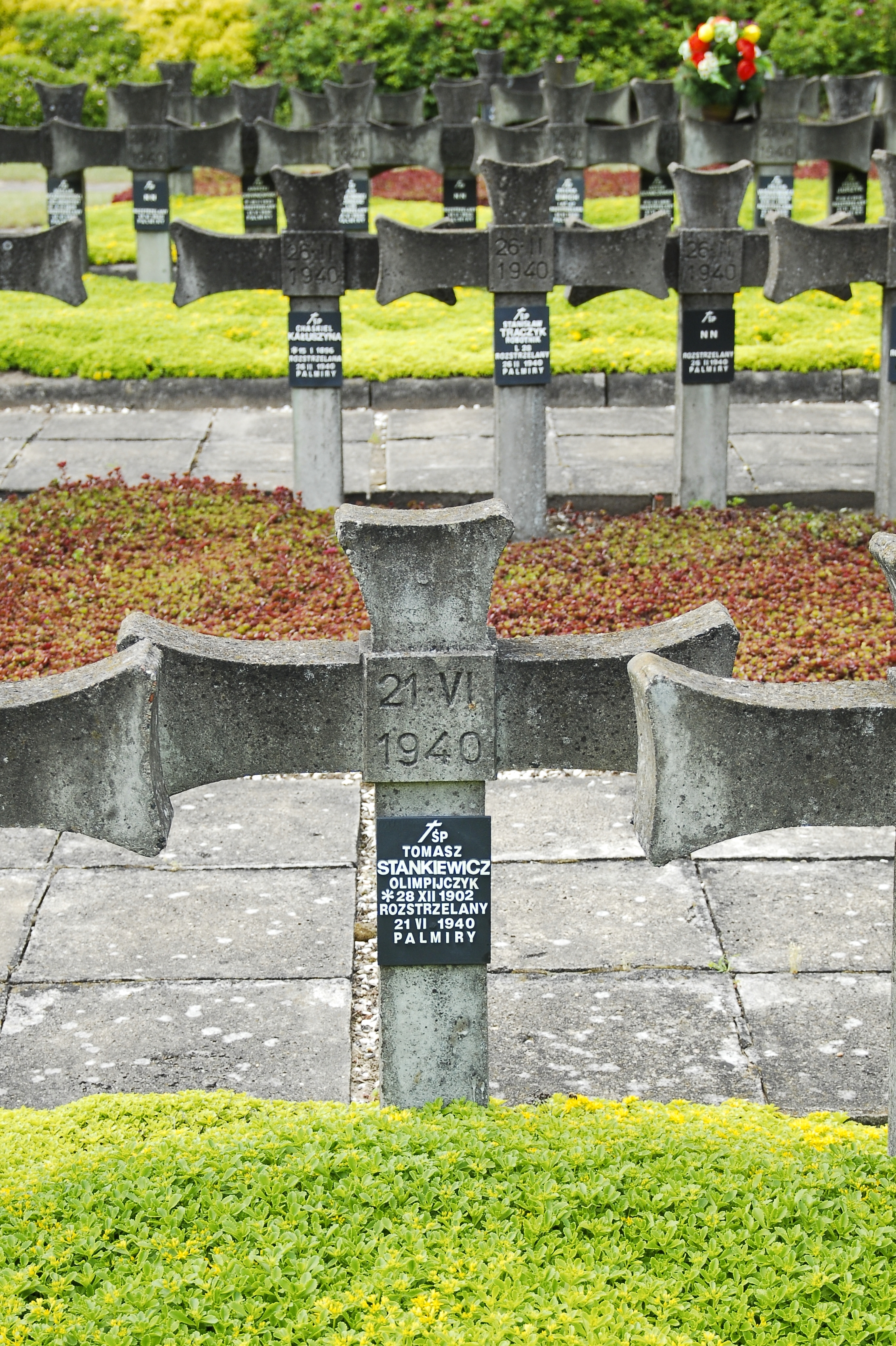
Могила Томаша Станкевича на Пальмирском кладбище

Став серебряным олимпийским призёром, вскоре Станкевич принял решение завершить карьеру профессионального спортсмена. В течение нескольких лет работал в автомобильной промышленности, возглавлял отдел продаж американской автомобилестроительной компании Chrysler в Варшаве.
Во время Второй мировой войны был арестован немецкими оккупантами и в течение некоторого времени находился в заключении в тюрьме Павяк. 21 июня 1940 года вывезен в село Пальмиры и расстрелян во время так называемой «Акции AB». Впоследствии его останки вместе с останками других жертв расстрелов эксгумировали и перезахоронили на расположенном неподалёку Пальмирском кладбище. Ежегодно в конце каждого велосезона члены Варшавского товарищества велосипедистов возлагают цветы на могилу Томаша Станкевича.